# 切通越え
切通越え（きりどおしごえ）は、香川県高松市北西部の石清尾山塊を越える峠。標高は97m。山麓地元では単に切通し（きりどおし）とも呼ばれる。

## 概要
石清尾山塊のうち北側の峰山と南側の浄願寺山の鞍部にあり、鶴尾地区と弦打地区を結んでいる。峠はその名の通り、長さ15m、高さ約5mにわたる切通しである他、そこを通る市道切通越線（路線番号T0005、起点：高松市鶴市町字御殿1604番地、終点：高松市西春日町字北山浦1145番地6）は自動車一台がかろうじて通れるほどの狭さであり、前後の区間においても対向困難箇所が多数存在する狭隘道路である。市道香東川御殿線経由でもアクセス可能で、峠手前にある市道切通越線のヘアピンカーブへ合流することになる。

## 歴史
峠の開通時期は明らかでない。少なくとも戦後までは木々が鬱蒼と生い茂り、昼間でも薄暗い獣道のような通りであったが、昭和20年代に国の事業として石清尾開拓農業組合が結成され付近の開墾が行われた他、昭和36年には市の失業対策事業の一環として峠の拡張工事が行われ、現在の幅員となって頂上にあった地蔵もすぐ南側へ移転した。

## 峰山トンネル
本来この峠は高松市中央部の拠点（鶴尾、太田）から香西方面へ抜ける重要なショートカットであるが、対向困難箇所が多数存在するため自動車の幹線道路としての機能は無く、この区間の交通は専ら栗林トンネルか産業道路（香川県道176号檀紙鶴市線）へ迂回する構造となっていた。
この状況を改善しようと峠の下に峰山トンネルが2011年10月11日に貫通した。このトンネルは都市計画道路木太鬼無線の一部で、2018年7月2日に開通した。それまで迂回を余儀なくされていた高松平野の中央と西部の拠点市街地が結ばれることになり、栗林トンネルに匹敵する重要度の高い動脈となる。